# Krzysztof Krajniewski
Krzysztof Krajniewski (ur. 25 marca 1989 w Elblągu) – polski koszykarz grający na pozycji niskiego skrzydłowego, wychowanek Truso Elbląg.
W młodości występował w młodzieżowych oraz drugich zespołach Asseco Prokomu Sopot/Gdynia. W Polskiej Lidze Koszykówki reprezentował Jezioro Tarnobrzeg i Anwil Włocławek. W lipcu 2016 roku został zawodnikiem pierwszoligowego klubu Sokół Łańcut.
Na sezon 2018/2019 został zawodnikiem spadkowicza 1 ligi - obecnie  2 ligowej  Zetkamy Doral Nysy Klodzko.

## Osiągnięcia
Stan na 8 maja 2019, na podstawie, o ile nie zaznaczono inaczej.
Drużynowe
- Mistrz I ligi (2012)[3]

Indywidualne
- Zaliczony do I składu grupy D II ligi (2019)[4]

Reprezentacja
- Brązowy medalista mistrzostw Europy dywizji B U–18 (2007)

## Statystyki w PLK
- 2012/2013 (Jezioro Tarnobrzeg): 20 meczów (średnio 5,2 punktu oraz 2,7 zbiórki w ciągu 23,1 minuty)
- 2013/2014 (Jezioro Tarnobrzeg): 29 meczów (średnio 5,8 punktu oraz 2,3 zbiórki w ciągu 22,8 minuty)
- 2014/2015 (Anwil Włocławek): 18 meczów (średnio 1,1 punktu oraz 0,4 zbiórki w ciągu 5,8 minuty)

## Statystyki w I lidze
- 2008/2009 (Asseco Prokom II Sopot): 26 meczów (średnio 5,5 punktu oraz 2,1 zbiórki w ciągu 17,9 minuty)
- 2009/2010 (Asseco Prokom II Gdynia): 30 meczów (średnio 10 punktów oraz 2,9 zbiórki w ciągu 25,1 minuty)
- 2010/2011 (Start Gdynia): 27 meczów (średnio 6,3 punktu oraz 2,4 zbiórki w ciągu 18,1 minuty)
- 2011/2012 (Start Gdynia): 28 meczów (średnio 3,8 punktu oraz 1,6 zbiórki w ciągu 10,5 minuty)